# Сој (ТВ серија)
Сој (енгл. The Strain) америчка је хорор телевизијска серија коју су створили Гиљермо дел Торо и Чак Хоган за FX. Темељи се на истоименој трилогији коју су написали Дел Торор и Хоган. Емитована је од 13. јула 2014. до 17. септембра 2017.

## Радња
Прати на др Ефрајма Гудведера, који је позван да истражи слетање авиона у коме су сви умрли. Оно што његов тим открива је вирусна епидемија која има сличности са древном врстом вампиризма. Вирус почиње да се шири и Гудведер ради са својим тимом и групом становника града на вођењу рата за спас човечанства. Како серија напредује, Гудведер проналази нове савезнике док откривају мрачно подземље, политичку корупцију и злокобну заверу за доминацију над животом.

## Улоге
| Глумац             | Улога               |
| ------------------ | ------------------- |
| Кори Стол          | др Ефрајм Фудведер  |
| Дејвид Бредли      | Абрахам Сетракијан  |
| Мија Маестро       | др Нора Мартинез    |
| Кевин Дјуранд      | Василиј Фет         |
| Џонатан Хајд       | Елдрич Палмер       |
| Рихард Замел       | Томас Ајххорст      |
| Шон Астин          | Џим Кент            |
| Џек Кеси           | Гејбријел Боливар   |
| Натали Браун       | Кели Гудведер       |
| Мигел Гомез        | Гас Елизалде        |
| Бен Хајланд        | Зак Гудведер        |
| Макс Чарлс         | Зак Гудведер        |
| Рута Гедминтас     | Дач Велдерс         |
| Руперт Пенри Џоунс | господин Квинлан    |
| Саманта Матис      | Џастин Фералдо      |
| Хоакин Косио       | Анхел Гузман Уртадо |

## Епизоде
| Сезона | Сезона | Епизоде | Епизоде | Оригинално емитовање | Оригинално емитовање |
| Сезона | Сезона | Епизоде | Епизоде | Премијера            | Финале               |
| ------ | ------ | ------- | ------- | -------------------- | -------------------- |
|        | 1.     | 13      | 13      | 13. јул 2014.        | 5. октобар 2014.     |
|        | 2.     | 13      | 13      | 12. јул 2015.        | 4. октобар 2015.     |
|        | 3.     | 10      | 10      | 28. август 2016.     | 30. октобар 2016.    |
|        | 4.     | 10      | 10      | 16. јул 2017.        | 17. септембар 2017.  |